# Wyskok (Srokowo)
Wyskok (deutsch Friedenshof) ist ein Dorf in der polnischen Woiwodschaft Ermland-Masuren. Es gehört zur Gmina Srokowo (Drengfurth) im Powiat Kętrzyński (Kreis Rastenburg).

## Geographische Lage
Wyskok liegt am Westufer des Jezioro Oświn (deutsch Nordenburger See) in der nördlichen Mitte der Woiwodschaft Ermland-Masuren, 17 Kilometer südöstlich der früheren Kreisstadt Gerdauen (heute russisch Schelesnodoroschny) bzw. 27 Kilometer nordöstlich der heutigen Kreismetropole Kętrzyn (deutsch Rastenburg). Die polnisch-russische Staatsgrenze zur Oblast Kaliningrad (Königsberger Gebiet) liegt etwas mehr als ein Kilometer nördlich von Wyskok.

## Geschichte
Friedenshof wurde ursprünglich aus mehreren kleinen Höfen und Gehöften gebildet und war bis 1945 ein Wohnplatz in der Gemeinde Groß Bajohren (1938 bis 1945 Großblankenfelde, polnisch Bajory Wielkie). Damit gehörte es zum Kreis Gerdauen im Regierungsbezirk Königsberg in der preußischen Provinz Ostpreußen.
Im Jahre 1820 war Friedenshof ein „cöllmisches Etablissement mit 5 Feuerstellen und 26 Seelen“, wobei die Zahl der Einwohner 1885 bereits 52 und 1905 noch 38 betrug.
Als 1945 in Kriegsfolge das südliche Ostpreußen an Polen überstellt wurde, war auch Friedenshof davon betroffen. Es erhielt die polnische Namensform „Wyskok“ und ist heute eine Ortschaft mit Sitz eines Schulzenamtes (polnisch Sołectwo) im Verbund der Landgemeinde Srokowo (Drengfurth) im Powiat Kętrzyński (Kreis Rastenburg), bis 1998 der Woiwodschaft Olsztyn, seither der Woiwodschaft Ermland-Masuren zugehörig.

## Kirche
Friedenshof war bis 1945 in die evangelische Kirche Nordenburg (heute russisch Krylowo) in der Kirchenprovinz Ostpreußen der Kirche der Altpreußischen Union sowie in die katholische Kirche Angerburg (polnisch Węgorzewo) im damaligen Bistum Ermland eingepfarrt. Heute gehört Wyskok zur katholischen Pfarrei Srokowo im jetzigen Erzbistum Ermland, außerdem zur evangelischen Kirche Brzeźnica (Birkenfeld), einer Filialkirche der Johanneskirche Kętrzyn in der Diözese Masuren der Evangelisch-Augsburgischen Kirche in Polen.

## Verkehr
Wyskok ist von Marszałki (Marschallsheide) aus auf einer Nebenstraße zu erreichen, ebenso von Bajory Wielkie (Groß Bajorehn, 1938 bis 1945 Großblankenfelde).
Bis 1945 war Friedenshof eine Bahnstation an der von den Rastenburger Kleinbahnen befahrenen Bahnstrecke Barten–Nordenburg. Sie wurde nach dem Krieg nicht reaktiviert.